# Sylvie Cohen
Pour les articles homonymes, voir Cohen.
Sylvie Cohen est une écrivaine française née à Châlons-en-Champagne en 1956.

## Biographie
Elle passe sa jeunesse à Chambéry. Elle mène des études supérieures de lettres, de psychologie et de sciences et techniques.
Par la suite, elle habite dans plusieurs villes du Sud de la France, en particulier Marseille, puis à Paris.
Elle est critique littéraire dans des revues et magazines littéraires, lorsqu'elle publie ses premiers romans à partir de 1985,,. Elle devient en 2006 critique littéraire au quotidien régional La Marseillaise,.
Elle est membre de la Société des gens de lettres.

## Œuvres

### Romans
- Les Chiens fous, Belfond, 1985
- Reno, Nevada, Baleine, 1998
- Sale type, Baleine/Le Seuil, 2001
- Dernier Combat, Éditions Après La lune, 2006 (roman policier)
- Mon petit secret, Éditions Après La lune, 2006[5].
- Manuel de subversion amoureuse, Éditions Après La lune, 2007[6],[7]
- Mammouth rodéo Trash, Éditions Après La lune, 2011
- La Splendeur des égarés, Les Chemins du Hasard, 2018

### Théâtre
- Adaptation théâtrale de Sale type au ciné-théâtre 13, Paris, 2001/2002[8], interprété par Géraldine Danon, mise en scène Idwig Stefan[9]

### Récit
- Un rêve de pierre, Édition Rijois, 1978

### Nouvelles
- Les Aimantes, Recueil, Éditions La Table rase, 1981
- Zone d'ombre, in Le Monde daté du 12 juin 2008[1]
- Le portable sonne dans la montagne, in revue Ligne noire, n° spécial, 2004
- Un été saoul, in Ligne noire, n° spécial, 2003
- Manteau rouge, bas résilles, in Ligne noire n°15/16, 2003
- Un mauvais jour, in Témoignage Chrétien, Juillet 1998
- Femmes en pleurs, in Revue littéraire Sud, n° 117, 1996

### Livres d’artistes
- Le meurtre, Éditions Télo-Martius, 1989. Livre-objet, illustrations d’André Verdet
- J’ai perdu mon bras dans le plafond, Éditions Télo-Martius, 2001, vignette de couverture de Serge Plagnol

## Récompenses
- Prix Jean Toussaint Samat, pour Dernier Combat, Éditions Après La lune, 2006